# Corrado Baccarini
Corrado Baccarini (Grosseto, 30 novembre 1914 – Gandesa, 11 agosto 1938) è stato un aviatore italiano.
Volontario nella Aviazione Legionaria, fu un pilota della guerra civile spagnola decorato con la medaglia d'argento al valore militare alla memoria.

## Biografia
Nel 1934 frequentò il corso Orione nella Reale accademia aeronautica. Divenuto pilota da caccia si arruolò volontario per la guerra di Spagna venendo inquadrato nella 25ª Squadriglia del 16º Gruppo "La Cucaracha". Causa un'avaria al suo Fiat C.R.32, durante una missione sul fronte della Gandesa, precipitò trovando la morte l'11 agosto 1938.

## Riconoscimenti
Il 15 novembre 1940, con foglio d'ordine n°32, a Baccarini viene dedicato l'aeroporto di Grosseto.